# Environnement en Colombie
L'environnement en Colombie est l'environnement (ensemble des éléments - biotiques ou abiotiques - qui entourent un individu ou une espèce et dont certains contribuent directement à subvenir à ses besoins) du pays Colombie, pays d'Amérique du Sud.

## Biodiversité en Colombie

Topographie de la Colombie.

La Colombie est l'un des pays les plus riches de la planète en matière de biodiversité, classée à ce titre de Pays mégadivers en tant que deuxième pays le plus diversifié au monde.

### Milieux

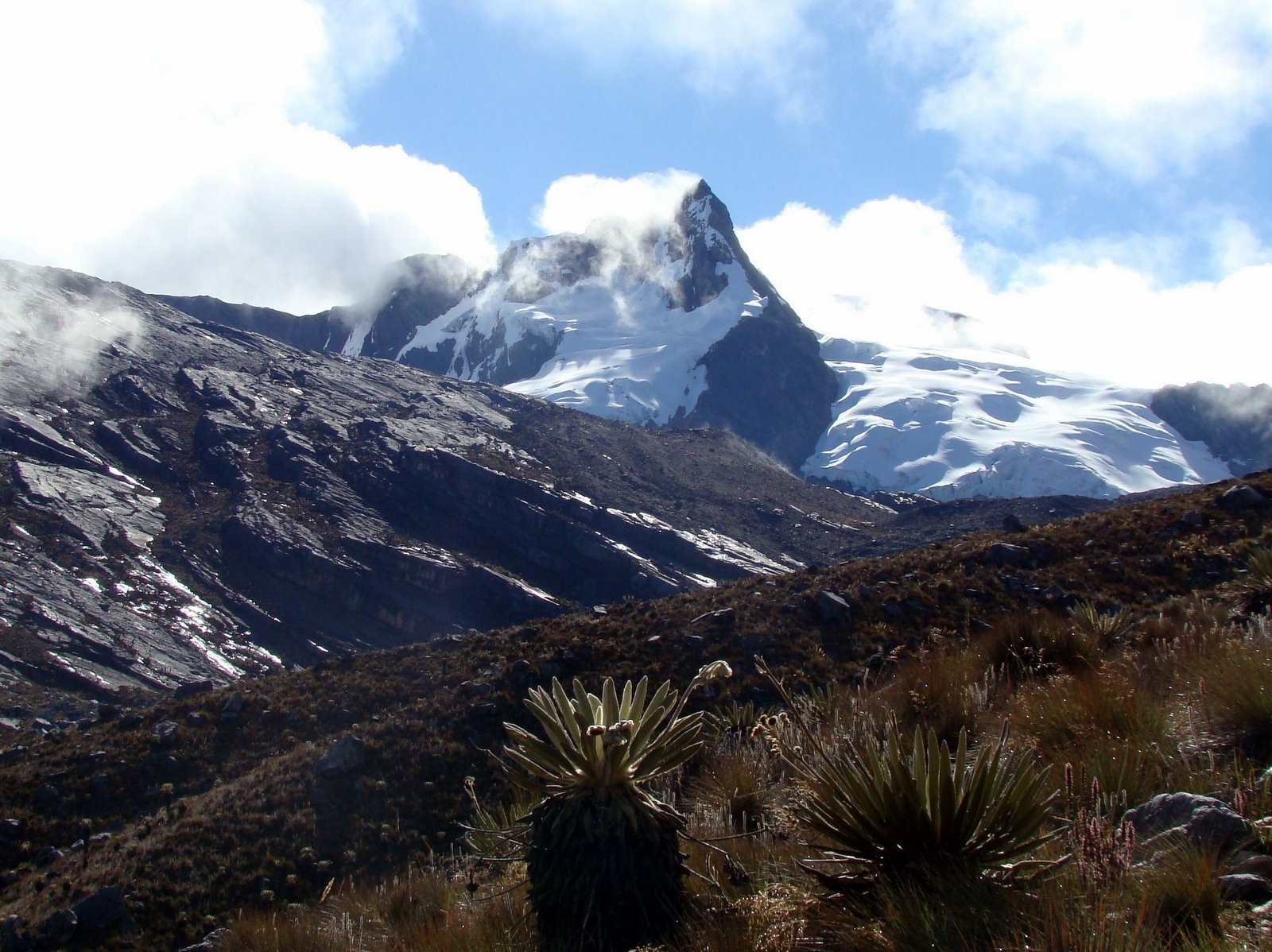
Sierra Nevada del Cocuy.

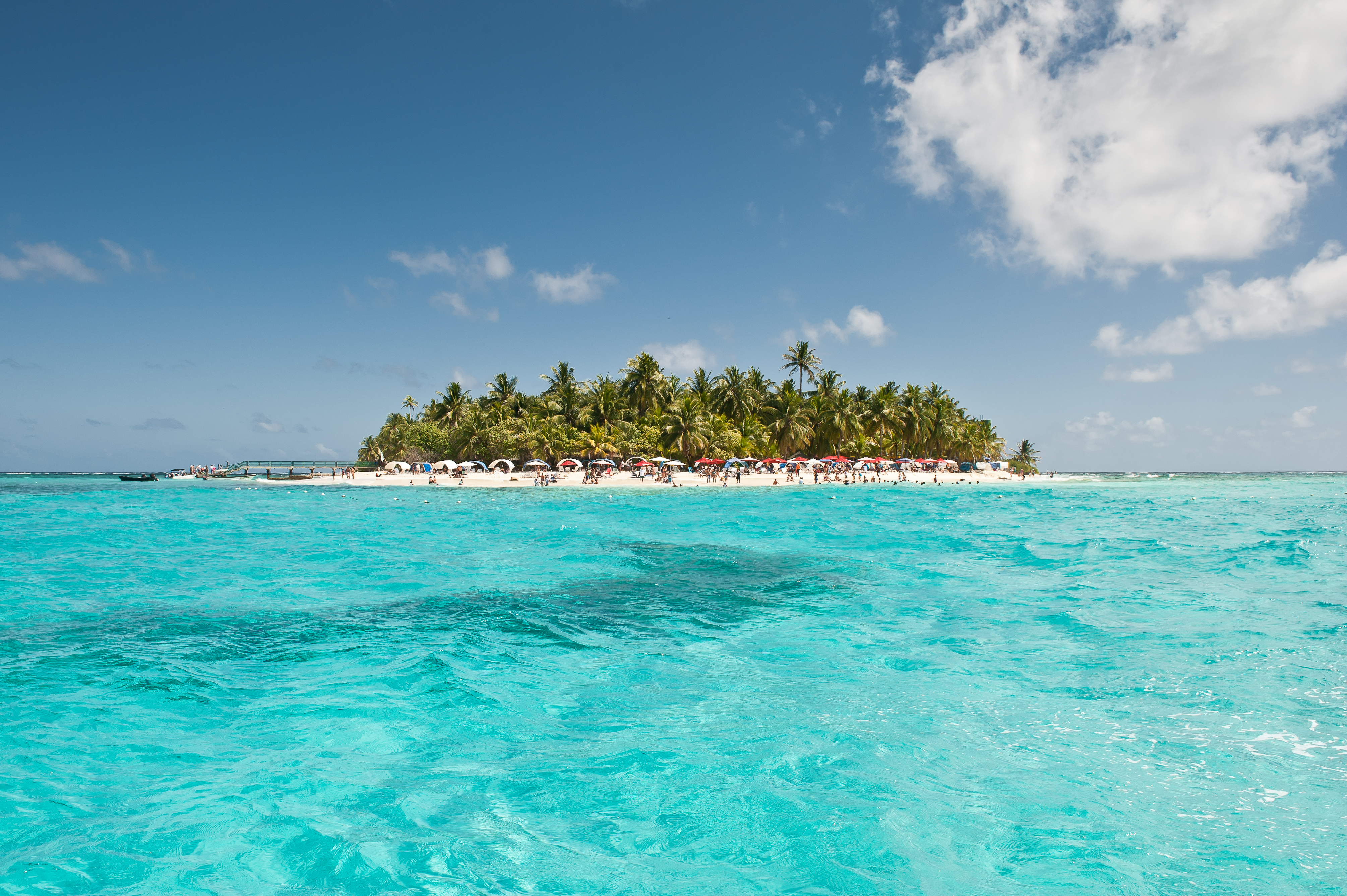
Climat tropical en Archipel de San Andrés, Providencia et Santa Catalina dans la mer des Caraïbes.

Avec ses deux côtes (Pacifique et Caraïbe), son relief, son climat varié, la diversité des biotopes est particulièrement vaste : des montagnes enneigées aux jungles, en passant par les déserts.
Le Magdalena est le plus important fleuve colombien. Le fleuve Amazone passe également sur une frontière sud.

### Faune et flore
La Colombie abrite 10 % de la flore et de la faune mondiales. Elle compte le plus d'espèces d'oiseaux connues au monde : 1 878 en 2019. On y trouve plus de 3 000 familles de papillons (2e mondial), 15 % des espèces d'amphibiens (733 espèces) et 30 % des espèces de tortues au monde.
Près de la moitié des orchidées se trouvent en Colombie, on compte plus de 3 500 espèces.

#### Espèces exotiques et envahissantes
À la suite de l'introduction de quatre hippopotames par Pablo Escobar au sein de son zoo à la fin des années 80, cette espèce prolifère dans le bassin du Magdalena, le plus important fleuve colombien. En 2020, les animaux sont au moins 80, sur un périmètre de plus de 150 km. Ils pourraient altérer la biodiversité :
- en chassant des espèces en voie d'extinction comme les lamantins, les caïmans et les loutres ;
- en contribuant par leurs déjections à la prolifération d’algues et de bactéries toxiques, ce qui diminue la quantité d’oxygène de l’eau ;
- en broutant sur les rives, et en détruisant ainsi les abords des fleuves[3]. En 2021, la Colombie a décidé de les stériliser[4].

D'immenses troupeaux de buffalos sont aussi présents dans le pays alors que ce n'est pas une espèce présente historiquement en Colombie.

### Évolution de la biodiversité
Selon une étude de WWF, la moitié des écosystèmes colombiens étudiés sont dans un état critique de détérioration ou menacés. La déforestation massive, et les exploitations non-réglementées de mines et de pétrole en seraient les causes essentielles. La détérioration des écosystèmes menace l'existence de plus d'un tiers des plantes de Colombie et de 50 % de ses animaux.
Environ 25 % des zones humides de Colombie ont disparu ces dernières décennies, en conséquence principalement de l'activité minière, de la déforestation et de la pollution des cours d'eau.

### Espaces protégés

Parcs naturels nationaux de Colombie.

Certains des 55 parcs nationaux que compte le pays, inaccessibles au cours des décennies de conflit, ouvrent désormais leurs portes aux voyageurs locaux et internationaux.
Le Parc national naturel de Tayrona est un véritable joyau de la Colombie.

## Impacts sur les milieux naturels

### Activités humaines

#### Agriculture
La Colombie est un des pays au monde, avec le Japon, le Costa Rica et le Mexique à utiliser les plus fortes concentrations de pesticides.
Le pays est le cinquième plus grand exportateur de bananes au monde. Il a déclaré l’état d’urgence en 2019 après la découverte de la maladie de Panama dans une plantation de 175 hectares. Ce champignon (fusariose) tue les bananiers dans le monde entier depuis un siècle.

#### Transports
Depuis un référendum populaire organisé en 2000, une « journée sans voiture » a lieu chaque dimanche à Bogotá.
jusqu’au XXe siècle, le fleuve Magdalena fut une route navigable importante pour la circulation des personnes et du commerce. En 2025, après soixante ans d’absence, un bateau de croisière de luxe a à nouveau emprunté le fleuve. La réhabilitation du fleuve s'est accompagnée de l'aménagement de pistes cyclables.

#### Déforestation
D’après les données de l'institut gouvernemental Ideam, la forêt colombienne recule d’année en année : « En 1990, elle représentait 56,4 % de la surface du pays ; aujourd’hui, les forêts ne recouvrent plus que 51,6 % de la Colombie. » La perte de forêt primaire a augmenté de 9 % entre 2017 et 2018. La Colombie est le deuxième pays latino-américain (après le Brésil) à être le plus touché par la destruction de ses forêts primaires. La Colombie bat son record de déforestation en 2018 selon les chiffres officiels. Au cours des neuf premiers mois de l'année 2019, plus de 2 200 feux de forêt affectant environ 130 000 hectares ont été enregistrés, soit le nombre d'incendies le plus élevé depuis vingt ans. Une hausse attribuée au réchauffement climatique et aux brûlis effectués pour les cultures agricoles. La déforestation s’accélère encore de 8% en 2020 par rapport à l'année précédente.
D'après des mouvements écologistes, « les coupables sont souvent de grands propriétaires terriens sans scrupule ». Ceux-ci menacent de mort les militants. Des paysans pauvres participent aussi à la déforestation ; pour German Gaviria, ancien cultivateur de coca, il n’existe pas d’autre choix :« Les paysans abattent des arbres pour cultiver. C’est peut-être grave, mais nous n’en avons pas conscience. Nous avons besoin d’aide, qu’on nous garantisse de meilleures conditions de vie. Pour les gens, c’est le seul mode de survie ».
La démobilisation de la guérilla des FARC en 2016 entraîne une hausse de la déforestation, car celle-ci régulait fortement les coupes d'arbres. L'Ideam souligne qu'après le désarmement des guérilleros, un réseau de «groupes armés illégaux, d’acteurs privés et de fonctionnaires corrompus a profité du vide pour étendre leur pouvoir et leurs activités économiques illégales, dont la plupart ont un impact négatif sur la nature ». D'anciens guérilleros décident en 2019 de se mobiliser pour préserver les forêts.

### Mobilisation des ressources naturelles

#### Ressource en eau
70 % de l’eau de la capitale provient du parc naturel de Chingaza, situé à environ 30 kilomètres à l’est de Bogota, dans les montagnes de la Cordillère orientale. En 2024, les niveaux de ce réservoir sont à 17 % de leurs capacités, un niveau exceptionnellement bas. Le phénomène climatique El Niño ainsi que le changement climatique sont en cause. Une politique de rationnement est mise en place en avril 2024 dans la capitale.

#### Énergie et Pression sur les ressources non renouvelables
Hidroituango, plus grande centrale hydroélectrique du pays, encore en construction, devait assurer 17 % de l’électricité consommée par les Colombiens. Les travaux, démarrés en 2012, connaissent de très grandes difficultés en 2018, le barrage menaçant de céder. Les populations sont évacuées.
Le gouvernement prévoit, par son Plan national de développement 2018-2022, de relancer les marchés de l’or et du cuivre. En outre, 161 nouveaux sites de forage pétrolier sont programmés pour 2022, soit quatre fois plus que les 46 existants en 2018. La fracturation hydraulique (fracking) compte parmi les méthodes employées.

### Pollutions

#### Pollution de l'air
La pollution de l'air provoque au moins 17 500 décès chaque année en Colombie selon les données gouvernementales. La Colombie est le cinquième pays le plus pollué d'Amérique latine selon les données de Greenpeace (après le Mexique, le Chili, le Pérou et le Brésil).

## Exposition aux risques

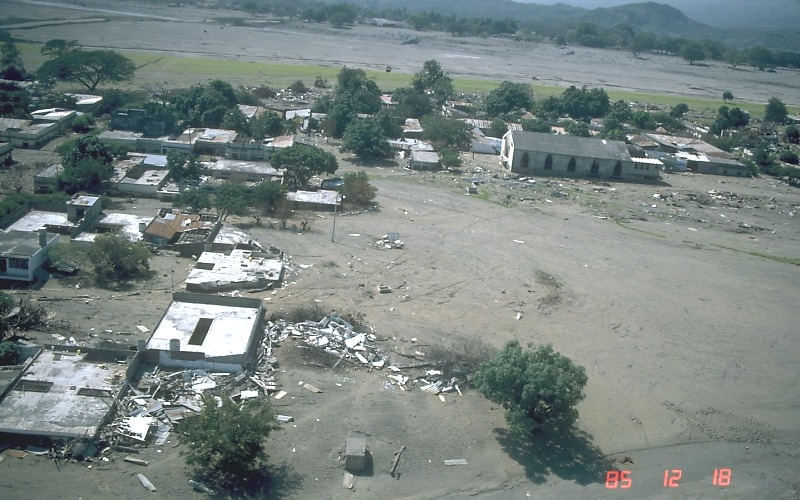
L'éruption du Nevado del Ruiz en 1985 est la pire catastrophe naturelle de l'histoire colombienne.

Le pays est soumis à différents risques : séismes, volcanisme, inondations, tempêtes, ainsi qu'au risque de sécheresse. Le dérèglement climatique accroit la fréquence et la force des évènements. En avril 2024, le manque d'eau entraine la mise en place d'un rationnement de l'eau dans la capitale, qui compte 8 millions d'habitants.

### Assassinats de militants écologistes
Les militants pour la protection de l’environnement sont extrêmement exposés en Colombie. Selon l’ONG Front Line Defenders, 39 % des 321 assassinats sur lesquels elle a enquêté en 2018 ont été commis dans ce pays, où ils sont victimes de paramilitaires proches de sociétés minières ou de propriétaires terriens,. Ainsi, au moins 37 personnes ont été assassinées en 2016 parce qu'elles protégeaient l’environnement. En 2019, la situation s’est particulièrement dégradée en Colombie où 64 défenseurs de la nature ont été tués, soit plus du double de 2018. En 2020, 65 militants écologistes sont tués.

## Politique environnementale en Colombie

### Adaptation au changement climatique
À Medellin, la végétalisation de la ville lancée en 2016 est l’un des facteurs qui ont permis de réduire les températures de 2 °C et d’améliorer la qualité de l’air. 

### Lutte contre la déforestation
En 2018, un tribunal colombien a accordé, dans une décision historique, le statut de personne morale à une partie de la forêt amazonienne, contraignant le gouvernement colombien à mettre fin à la déforestation dans la région.

### Évaluation environnementale globale
En 2015, l'organisation Global Footprint Network (GFN) indique que la Colombie est un des 57 pays préservant ses ressources en biocapacité, avec une empreinte écologique plus de deux fois inférieure à la biocapacité du territoire. L'empreinte agricole est supérieure à la capacité agricole, mais la capacité forestière est importante, et permet un bilan carbone positif.
Le jour du dépassement (date de l’année, calculée par l'ONG américaine Global Footprint Network, à partir de laquelle l’humanité est supposée avoir consommé l’ensemble des ressources que la planète est capable de régénérer en un an) du pays est le 18 octobre.